# Renan Lodi
Renan Augusto Lodi dos Santos, född 8 april 1998 i Serrana, är en brasiliansk fotbollsspelare som spelar för saudiska Al-Hilal. Han representerar även det brasilianska landslaget.

## Klubbkarriär
Den 7 juli 2019 värvades Lodi av Atlético Madrid, där han skrev på ett sexårskontrakt. Den 29 augusti 2022 lånades Lodi ut till Nottingham Forest på ett låneavtal över säsongen 2022/2023.
Den 14 juli 2023 värvades Lodi av franska Marseille. Den 17 januari 2024 skrev han på ett 3,5-årskontrakt med saudiska Al-Hilal.